# Куасуу
Ку́асуу (ест. Kuasuu lump) — природне озеро в Естонії, у волості Вастселійна повіту Вирумаа.

## Розташування
Куасуу належить до Чудського суббасейну Східноестонського басейну.
Озеро лежить на південний захід від села Капера.

## Опис
Загальна площа озера становить 0,7 га. Довжина берегової лінії — 406 м.